# La diosa de Tahití
La diosa de Tahití o Los chacales de la Isla Verde, es una película musical mexicana de 1953, producida y dirigida por Juan Orol y protagonizada por Rosa Carmina y Arturo Martínez. 

## Argumento
Paula (Rosa Carmina), la máxima estrella de un cabaret ubicado en alguna exótica isla de los Mares del Sur, protege a un fugitivo con quien inicia una peligrosa aventura que compromete su seguridad, en una encarnizada lucha entre contrabandistas y militares. 

## Reparto
- Rosa Carmina ... Paula
- Arturo Martínez... Silvestre
- Marco de Carlo ... Alfredo
- Glberto González ... Pancho

## Comentarios
Delirante melodrama romántico dirigido por Juan Orol, en el cual destacan tanto los agradables números musicales de Rosa Carmina como la recreación de los ambientes exóticos en los que el cineasta sitúa su historia.